# Quinzanas
Quinzanas és una parròquia del conceyu asturià de Pravia. Té una població de 77 habitants (INE Arxivat 2016-03-03 a Wayback Machine. 2011) i ocupa una extensió de 2,61 km². Es troba a una distància de 5,1 quilòmetres de la capital del concejo, Pravia. El temple parroquial està dedicat a Santa Maria, encara que les festes se celebren en honor de Santa Anna.

## Geografia
El riu Narcea travssa Quinzanas de sud-oest a nord-est, quedant el poble al marge dret, confluint amb el Nalón en la rodalia del límit de la parròquia de Forcinas amb Quinzanas. Aquesta és una zona de les importants d'Europa per la pesca fluvial de salmó o truita
El Cordal de Quinzanas es troba a les espatlles del poble, amb cotes poc pronunciades entre les quals destaca el Picu Ramón.

## Monuments
La seua església, dedicada a Santa Maria, conserva importants frescos baixmedievals en la cúpula de l'altar major que representen el Judici Final. La pilastra fundacional, que conserva una relíquia pertanyent a una falange humana, data el temple al segle viii. A més a més, existeixen diverses imatges importants, com ara el Crist crucificat del segle xiv o la triple imatge de Santa Anna.
Disposa d'un palau anomenat Palacio de los Francos, utilitzat com a residència d'estiu pel Marquès de Valdecarnaza en temps passats. La carretera local AS-39 que comunica Forcinas amb San Tirso de Candamo travessa Quinzanas i fins a principis del present segle discorria a través d'un túnel per sota del palau, impedint l'accés a Quinzanas de camions, autobusos i vehicles de més de 2,5 metres. Actualment s'ha construït un desviament que evita la circulació pel tram cobert.

## Economia
L'economia de Quinzanas s'ha basat històricament en la ramaderia, principalment lletera, i l'agricultura gràcies a la seua fèrtil vega banyada pel riu Narcea. Actualment la ramaderia ha desaparegut, encara que la pagesia segueix present, essent de caràcter domèstic en els horts familiars. Posseeix importants plantacions de castanyer i roure, si més no actualment la tendència apunta al pi i l'eucaliptus.

## Barris
Quinzanas d'Abaxu
- El Castañéu
- El Pisón
- El Xardín
- L'Estornín
- La Barrial
- La Brueba
- La Carrada
- La Cuesta
- La Reguera
- La Xuiría
- Villar

Quinzanas d'Arriba
- Ducina
- El Palaciu
- El Piñuellu
- Entelaiglesia: es troba al costat de l'església parroquial.
- La Casona
- La Peñouca
- La Vallina
- Llodos
- Veigañán: fins principis del segle actual pertanyia a Quinzanas, ara és un poble de Cuorias.

Sarrapiu
Deshabitat des de la segona meitat del segle xx.